# Dichagyris terminicincta
Dichagyris terminicincta is een vlinder uit de familie uilen (Noctuidae). De wetenschappelijke naam is voor het eerst geldig gepubliceerd in 1933 door Corti.
De soort komt voor in Europa.